# Рябушинская, Татьяна Михайловна
Татья́на Миха́йловна Рябуши́нская (фр. Tatiana Riabouchinska; 23 мая 1917 — 24 августа 2000) — артистка балета и педагог русского происхождения, одна из «бэби-балерин» «Русского балета Монте-Карло». Дочь банкира Михаила Рябушинского из купеческой династии Рябушинских и артистки балета Татьяны Примаковой, жена танцовщика Давида Лишина.

## Биография
Дочь московского банкира, предпринимателя и коллекционера Михаила Павловича Рябушинского и артистки балета Большого театра Татьяны Фоминичны Примаковой. Была младшей из четырёх детей (её мать, в первом браке Комарова, имела двух детей — сына Сергея и дочь Елену, во втором браке с Рябушинским — сына Павла и дочь Татьяну). Семья жила на Спиридоновке, в доме № 17. После революции, когда имущество семьи было реквизировано, мать была заключена под домашний арест, но при помощи слуг сумела вместе с детьми бежать из России сначала по Военно-Грузинской дороге в Новороссийск, затем через Константинополь во Францию, где поселилась недалеко от Монте-Карло. В 1928 году они перебрались в Париж, где мать нашла место прислуги. Отец, Михаил Рябушинский, жил в Лондоне и с семьёй не общался.
В возрасте 11 лет Татьяна начала заниматься балетом у Александра Волинина, который вскоре посоветовал матери отдать девочку в студию Матильды Кшесинской, дабы избежать силовой манеры танца. Татьяна занималась параллельно у обоих педагогов, приобретя у Волинина уверенную технику и апломб, у Кшесинской — мягкие руки и проработку мелких движений балетного аллегро.
Когда девочке было 12 лет, хореограф театра-кабаре «Летучая мышь» Катрин Девиллье пригласила её танцевать в своих одноактных балетах «Охота Дианы на оленя» и «Романтические приключения итальянской балерины и маркиза». Рябушинская выступала в костюмах Скиапарелли и имела успех. Её пригласили в поездку в Лондон (где она впервые увидела отца) и затем в Америку, — для этого возраст Рябушинской был завышен на два года. В 1932 году после того, как её увидел на сцене Джордж Баланчин, была приглашена в «Русский балет Монте-Карло» и  вместе с Ириной Бароновой и Тамарой Тумановой составила трио «бэби-балерин» (Рябушинская присоединилась к труппе после возвращения из американского турне и окончания своего контракта с кабаре «Летучая мышь»).
Как балерина обладала виртуозной техникой. За отточенную быстроту движений была названа «воплощённым скерцо», Юрий Зорич сравнивал её с колибри.
В свой первый сезон в «Русском балете Монте-Карло» станцевала партию Ребёнка / Девочки в балете Мясина «Детские игры» — эта роль первоначально ставилась на Валентину Блинову, но в итоге премьеру балетмейстер отдал Рябушинской. Также участвовала в балетах Лишина и Баланчина, который вскоре из-за интриг был вынужден покинуть труппу. Затем участвовала во всех основных «симфонических» постановках Мясина.
После раздела труппы осталась в компании полковника де Базиля, которая сначала носила название Русский балет полковника де Базиля, а после 1939 года — «Оригинальный русский балет» (оставалась в её составе до 1941 года). Благодаря тому, что балетмейстером труппы стал Фокин, репертуар Рябушинской пополнился партиями в спектаклях этого хореографа. Балерина особенно выделялась своим исполнением Прелюда в балете «Сильфиды», которое стало легендарным. Другой известной ролью Рябушинской стала Девочка с косичками в балете Лишина «Выпускной бал».
В 1939 году вместе с Давидом Лишиным обосновалась в Америке. В сезонах 1944—45 и 1952—53 годов танцевала в нью-йоркском Театре балета. В 1945 году дебютировала на Бродвее, в оперетте «Полонез» на музыку Шопена (хореография Лишина), которая успеха не имела. После окончания войны на некоторое время вернулась во Францию, в Париж и работала в Балете Елисейских полей, где участвовала в балетах мужа «Творения» и «Встреча, или Эдип и Сфинкс» (партнёр — Жан Бабиле). 8 ноября 1946 года стала натурализованной гражданкой США.

### Семья
В 1943 году вышла замуж за танцовщика и хореографа Давида Лишина. Дочь супругов Татьяна родилась во время гастрольной поездки в Мексику.

### Педагогическая деятельность
Из Парижа супруги вновь вернулись в США, на этот раз в Лос-Анджелес, где Лишин сотрудничал с несколькими студиями Голливуда. Открыли собственную танцевальную студию в Беверли-Хиллз, которая в 1952 году переросла в балетную школу. Некоторое время руководили собственной труппой Los Angeles Ballet Theatre, с которой выезжали на гастроли в Париж и в Испанию. Среди учеников Рябушинской — Жак д’Амбуаз, Марджори Толчиф, а также различные актёры и актрисы Голливуда. Помогала Энн Бэнкрофт готовиться к роли звезды балета в фильме «Поворотный момент». После эмиграции в США в её студии занимался Александр Годунов.
К конце 1990-х дала интервью, фрагменты которого позднее вошли в документальный фильм «Русские балеты». Преподавала до самого последнего дня своей жизни. Умерла от сердечного приступа.

## Репертуар
Балеты Баланчина:
- «Котильон», «Конкуренция» (1932), «Мещанин во дворянстве»

Балеты Мясина:
- Ребёнок / Девочка*[* 2] — «Детские игры» на музыку Бизе (1932, Путешественник — Давид Лишин)
- Розина — «Школа танца» на музыку Боккерини
- Легкомыслие* — «Предзнаменования» на музыку Пятой симфонии П. И. Чайковского (1933)
- Солистка III и IV частей — «Хореартиум» (1933)
- Мечтательность — «Фантастическая симфония» на музыку Берлиоза (1936)
- Молодая девушка — «Прекрасный Дунай» на музыку И. Штрауса

Балеты Фокина:
- Золотой петушок — «Золотой петушок» на музыку Римского-Корсакова (1937)
- Золушка* — «Золушка» на музыку Эрланже (1938)
- Флорентийская красавица* — «Паганини» на музыку Рахманинова (1939)
- Сильфида — «Сильфиды»
- Девушка — «Видение розы»
- Бабочка, Коломбина — «Карнавал»

Балеты Лишина:
- «Ноктюрн» (1933)
- «Видения» (1934)
- Дух — «Павильон» (1936)
- «Блудный сын»
- Явление Ангела — «Франческа да Римини» (1937)
- Цветочница — «Влюблённый лев» (1937)
- Романтическая девушка* — «Выпускной бал» на музыку И. Штрауса (1940)
- «Полонез» (оперетта на музыку Шопена, 1945)
- «Творение»*
- «Встреча, или Эдип и Сфинкс»*

Танцевала и классические балетные партии (Жизель, Одетта в «Лебедином озере», принцесса Флорина в «Спящей красавице»).

## Фильмография
- Make Mine Music — модель ротоскопии в эпизоде «Два силуэта», хореография Давида Лишина на песню Дины Шор, 1946.
- Ballets Russes[англ.] — документальный фильм, 2005.
- Балерина также была прототипом бегемота Гиацинта (Hyacinth the Hippo) в мультипликационном фильме Уолта Диснея «Фантазия» — при работе над мультфильмом художники студии наблюдали за спектаклями и репетициями «Русского балета Монте-Карло» (прототипами других персонажей-животных были Тамара Туманова, Давид Лишин, Павел Петров и другие артисты).